# Hans Holmér
Hans Holmér (28. december 1930 i Stockholm – 4. oktober 2002 i Malmö) var kendt som den første efterforskningsleder af Palmemordet.
Holmér blev født i Stockholm den 28. december 1930 som søn af rigsidrætsinstruktør Gösta Holmér og Aslög Roos. Hans Holmér blev juridisk kandidat fra Stockholm i 1962 og havde et politichefkursus i 1955–1956.
Han blev kontorchef i Rikspolisstyrelsen 1966. I 1970 blev han chef for Säpo, i 1976 politimester i Stockholm og i 1984 lenspolitimester i Stockholm.
Holmér blev for alvor kendt i forbindelse med Palmemordets efterforskning, hvor han påtog sig rollen som leder.
Han var leder under efterforskning af Victor Gunnarsson og det såkaldte PKK-spor.
Efter 341 dage med resultatløs efterforskning tog han sin afsked.
Holmér skrev bogen Olof Palme är skjuten" der udkom i 1988 om efterforskningen.
Han er blevet voldsomt kritiseret for ledelsen af efterforskningen.
I tiden efter sin afgang som leder af Palmemordets efterforskning virkede han som ekspert ved FN i spørgsmål om narkotika.
I 1990 blev Holmér selv dømt for ulovlig aflytning af kurdere under efterforskningen af Palmemordet.
Han blev dømt sammen med chefen for Säpo, Per-Göran Näss, og afdelingslederen Christer Ekberg.
I sin senere karriere skrev Holmér politiromaner.
På dansk findes Operation Igloo fra 1993.
Som sin far var Hans Holmér en aktiv sportsudøver.
Han deltog i Vasaløbet adskillige gange.
Holmér døde i 2002 i sit hjem i Skåne 71 år gammel.